# John Bay
John Marshall Bay (* 30. November 1928 in Chicago/Illinois; † 7. November 1982 in London, Vereinigtes Königreich) war ein US-amerikanischer Schauspieler.

## Leben
Bay war der Sohn des Unternehmers und Gründers von Bay's English Muffins, George Bay. Als Schauspieler trat er vorwiegend in Fernsehserien auf und gastierte auch im britischen Fernsehen. Unter anderem spielte er in den Episoden The Crusade von Doctor Who 1965 die Rolle des Robert de Beaumont. In Godfrey Graysons Film Design for Loving spielte er den Freddy, in Larry Cohens Film The Private Files of J. Edgar Hoover (Ich bin der Boss – Skandal beim FBI, 1977) den Heywood Brown. Anfang der 1980er Jahre tourte er mit seinem Ein-Mann-Stück An Elephant in My Pajamas (nach dem Leben von Groucho Marx) durch die USA.
Von 1973 bis zu seinem Tod 1982 war er mit der Schauspielerin Elaine Stritch verheiratet. Bay starb im November 1982 an einem Hirntumor.